# Ministerpräsident (Tschechien)
Der Ministerpräsident der Tschechischen Republik (tschechisch: Předseda vlády České republiky) ist der Regierungschef Tschechiens und de facto das mächtigste Mitglied der Exekutive.
Die Verfassung sieht vor, dass bestimmte Handlungen des Präsidenten die Gegenzeichnung des Premierministers erfordern, darunter die Ernennung von Richtern und Botschaftern, die Führung des Militärs, die Ratifizierung von Verträgen und die Verhängung von Amnestien.
Der derzeitige Ministerpräsident Petr Fiala, Vorsitzender der Partei ODS, wurde am 28. November 2021 nach der Wahl 2021 von Präsident Miloš Zeman ernannt und fungiert als 13. Person in diesem Amt.

## Rolle
Er ist befugt, ein Mitglied der Regierung oder seines Vertrauens in Bezug auf vertrauliche Informationen zu entbinden. Aufgrund seiner Position vertritt er die Tschechien im Europäischen Rat und hat Anspruch auf einen Diplomatenpass.
Der Premierminister fungiert auch als direkter Vorgesetzter der Generalinspektion der Sicherheitskräfte, wenn diese ihren Direktor ernennen und entlassen, der ihnen gegenüber für die Wahrnehmung ihrer Funktion verantwortlich ist.
Gemäß Artikel 63 der Verfassung trägt der Premierminister die Verantwortung für die Unterzeichnung der Entscheidungen gemeinsam mit der gesamten Regierung. Sie können ein anderes Regierungsmitglied zur Gegenzeichnung ermächtigen und die Mitzeichnung verweigern.

## Befugnisse
Eine wichtige Befugnis ist die Möglichkeit, die gesamte Regierung durch ihre Entscheidung zu ersetzen und den Ausnahmezustand auszurufen. Die Regierung muss ihre Entscheidung innerhalb von 24 Stunden nach ihrer Bekanntgabe genehmigen oder aufheben. Sollte eine Entscheidungskrise auf die Regierung übergehen, würde er gemeinsam mit dem Verteidigungsministerium Entscheidungen treffen.